# Vlag van Meer en Woude

Vlag van het waterschap Meer en Woude
(1991-1999)

De vlag van Meer en Woude is op 29 januari 1991 aangenomen als de vlag van het waterschap Meer en Woude. De vlag bestaat uit drie schuine balken van kleuren geel-rood-geel, in de verhouding van 3:1:3. De vlag is gebaseerd op het wapen. De ontwerper van de vlag is onbekend.
Vanaf 1999 is de vlag niet langer als de vlag van deze waterschap in gebruik omdat het waterschap Meer en Woude in het nieuwe waterschap Wilck en Wiericke op is gegaan. Wilck en Wiericke maakt sinds 2005 deel uit van het Hoogheemraadschap van Rijnland.

## Verwante afbeeldingen

Wapen van Meer en Woude

Aa en Maas · Amstel, Gooi en Vecht · Brabantse Delta · Delfland · De Dommel · Drents Overijsselse Delta · Fryslân · Hollands Noorderkwartier · Hollandse Delta · Hunze en Aa's · Limburg · Noorderzijlvest · Rijn en IJssel · Rijnland · Rivierenland · Scheldestromen · Schieland en de Krimpenerwaard · De Stichtse Rijnlanden · Vallei en Veluwe · Vechtstromen · Zuiderzeeland
Voormalige waterschappen: 
De Aa · De Aarlanden · Alblasserwaard en de Vijfheerenlanden · De Alm · Amelander Grieën · Amstel- en Gooiland · Amstelland · Boarn en Klif · De Bovenvecht · Drentse Aa · Duurswold · Eemszijlvest · Goeree-Overflakkee · Gouwelanden · Groot Maas en Waal · Groot-Haarlemmermeer · Groot-Waterschap van Woerden · Groote Waard · Haarlemmermeerpolder · Hulster Ambacht · IJsselmonde · Krimpenerwaard · Land van Heusden en Altena · Het Lange Rond · Lauwerswâlden · Leidse Rijn · Linge · De Maaskant · Het Maasterras · Mark en Dintel · Marne-Middelsee · Meer en Woude · De Middelsékrite · De Nederwaard · Noord-Beveland · Noord- en Zuid-Beveland · Noord-Limburg · Noord-Veluwe · Noordhollands Noorderkwartier · Noordoostpolder · Noordwoude · Oldambt · Oude IJssel · De Overwaard · De Proosdijlanden · Purmer · Regge en Dinkel · De Runde · Salland · Schermer · Schieland · De Schipbeek · Schouwen-Duiveland · Sevenwolden · De Stellingwerven · Tholen · Tusken Waed en Ie · Uitwaterende Sluizen in Kennemerland en West-Friesland · De Vechtlanden · De Vier Noorder Koggen · Het Vrije van Sluis · De Waadkant · Walcheren · Waterland · De Waterlanden · Westergo's IJsselmeerdijken · Westerkwartier · Westfriesland · Wilck en Wiericke · Wilhelminapolder · Zuiveringschap Limburg